# Eastenders
Eastenders (EastEnders) är en populär brittisk daglig såpopera som har sänts på public service-kanalen BBC One sedan 1985. Sedan 2000-talet visas dagens avsnitt även i repris senare på kvällen på BBC Three. Eastenders har sänts i fler än 7 000 avsnitt. I mars 2020 inställdes produktionen av serien tillfälligt på grund av coronaviruspandemin och sändningarna drogs ner till två gånger i veckan.
Serien har länge varit landets mest sedda TV-program. Den visas med svenska undertexter på BBC Entertainment i Sverige. Handlingen kretsar kring några familjer som bor vid den fiktiva platsen Albert Square, med bland annat puben Queen Victoria, i området East End i London.  
Konkurrenten ITV har sin motsvarighet i Coronation Street, som sedan 1960-talet också sänds flera kvällar i veckan inför en mångmiljonpublik. De båda dramaserierna konkurrerar om att vara Storbritanniens mest sedda TV-program (efter sportevenemang och andra särskilda händelser).